# Ierse setter
De Ierse setter is een Iers hondenras, dat tot de setters behoort. Het is een jachthond. De Ierse setter kent twee varianten: de Ierse rode setter en de Ierse rood-witte setter. De rode setter is roodbruin van kleur, de rood-witte setter is wit met dieprode vlekken.  De rode is de bekendste en meest voorkomende. Hoewel de rood-witte setter het langst bestaat, werd deze pas in 1989 officieel als ras erkend. Een volwassen reu is ongeveer 64 centimeter hoog, een volwassen teef ongeveer 59 centimeter. De FCI-nummers van de rassen zijn 120 (rood) en 330. Er is ook een niet erkende legendarische kleurvariëteit, de Shower of Hail (hagelbui) Ierse setter met witte spikkels in de rode vacht.

## Geschiedenis
In Nederland begon de geschiedenis van de Ierse setter in 1885 met het eerste bekende nest van de reu Mate. De bekendste eigenares van Ierse setters was prinses Wilhelmina. Haar favoriet was de reu Swell, die is afgebeeld op foto's in haar kinderkamer in paleis Het Loo in Apeldoorn. Hij had een bles en wit op de borst.
In de loop van de jaren heeft de Nederlandse fokkerij een belangrijk stempel op de Ierse setter gedrukt. Zo is een van de belangrijkste voorouders van de huidige Ierse setter wereldwijd de reu Castor, die op 1 februari 1901 werd geboren en door de eigenares mevrouw Middelburg-Henny op vierjarige leeftijd geruild werd met Will Scarlet uit Engeland. Castor werd door zijn nieuwe eigenares mrs Ingle Bepler herdoopt tot Clancarty Rhu en werd al snel kampioen.

## Werk
Tot in de jaren zeventig van de twintigste eeuw was een groot deel van de in Nederland gefokte Ierse setters geschikt voor show en werk, al is de eerste activiteit numeriek altijd de voornaamste geweest. Fokkers als kapitein G.J. Verweij (kennelnaam Of Sutherland) en J.A. Hesterman (O'Cuchulain) vonden behoud van oorspronkelijke eigenschappen belangrijk. "Hun schoonheid is de schoonheid van de voor zijn werk geschikte hond", schreef Verweij in zijn meesterwerk Setters en Pointers (Amsterdam, 1949). Hesterman fokte een van de laatsten in deze categorie, de op shows praktisch onverslaanbare internationaal kampioen Shandon O'Cuchulain die ook in het veld scoorde.
In de jaren zeventig nam de belangstelling voor het oorspronkelijke werk af, toen een nieuwe generatie fokkers zich uitsluitend op shows toelegde. Dankzij activiteiten van Rembrandt Kersten bleef toch nog een kleine groep enthousiastelingen zich op het werk richten, meestal niet voor de praktische jacht maar veldwedstrijden. Kersten schreef in het jaar van zijn overlijden daarover het boek Hond Staat (Laren, 2007).
Tegenwoordig worden de Ierse setters in Nederland niet vaak meer gebruikt voor de jacht. Hij excelleert op uitgestrekte jachtterreinen en veel grote jachtvelden heeft Nederland niet meer. Wel heeft een deel van de huidige Ierse setters nog goede jachtinstincten en zijn er weer specifieke werk-stammen. Mondjesmaat wordt de Ier ingezet voor de praktische jacht, ook op kleinere percelen.
De stijl van werkende Ierse setters is door de moederclub, de Irish Red Setter Club in Ierland, beschreven in de Official Description of the Working Style. Voor de rood-witten is die stijl vrijwel gelijk. Dit betreft het in snelle galop met hoge neus zoeken, vinden en voorstaan van hoendersoorten. In Nederland vormen de Engelse setter, Gordon setter en pointer de categorie A voor veldwedstrijden, de snelste jachthonden voor het schot.

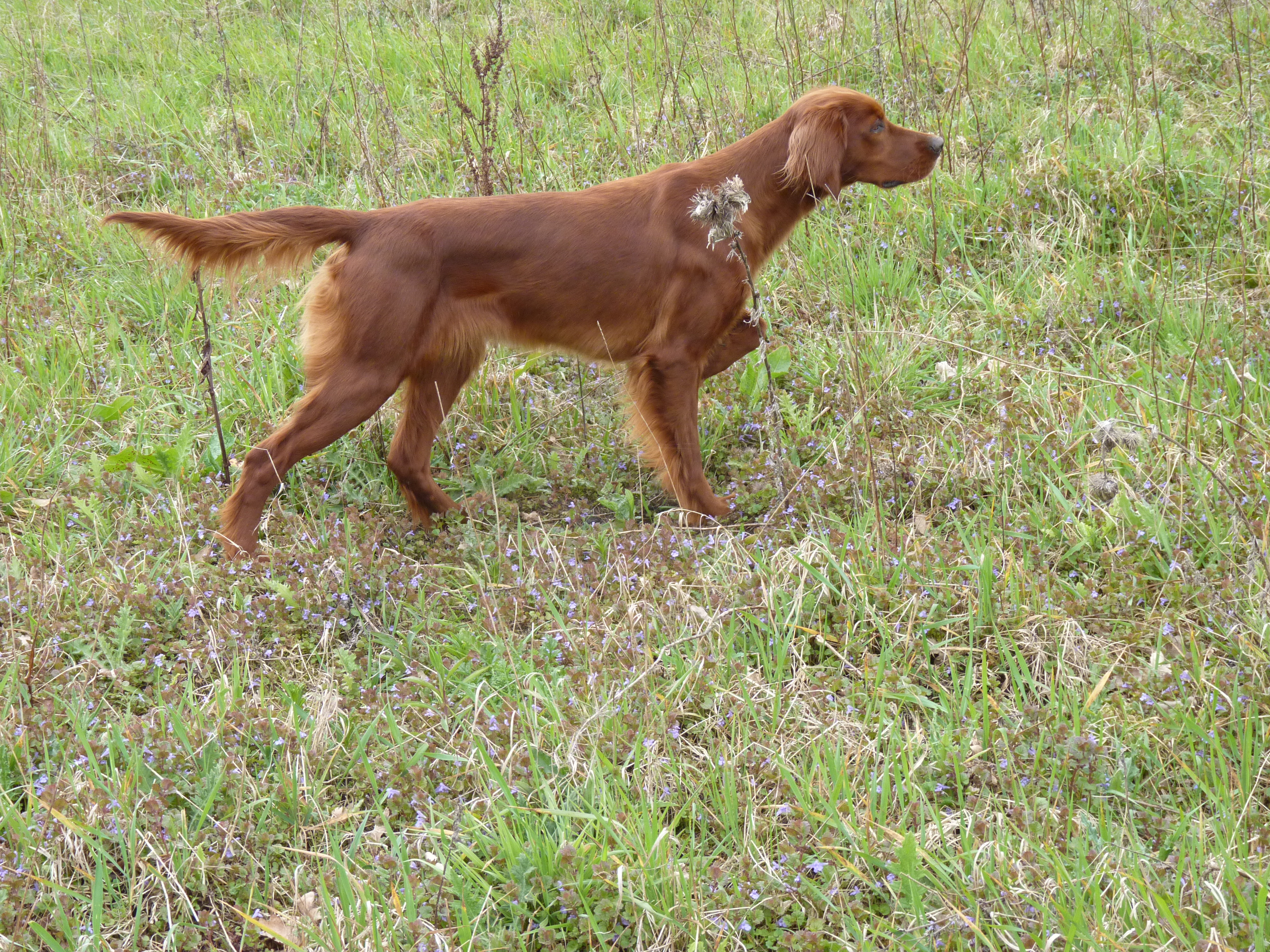
Giulla O'Conloch staat voor op fazant

Voor een hoogtepunt in de fokkerij van Ierse setters in Nederland zorgde de teef Pallas Green Harriet, de eerste daar geboren en getogen setter die in het moederland de titel Irish field trial champion haalde. Haar vader Harry verkreeg wereldwijde bekendheid doordat hij in 1998 als enige rood-witte Ier in een nest met roden geboren werd.

## Karakter
De Ierse setters zijn energiek, intelligent en hartelijk. Zij hebben geen sterk ontwikkelde waakinstincten, gaan makkelijk om met andere dieren en zijn goed met kinderen. Het is een alerte maar toch gevoelige soort. Dit ras kan enthousiast en temperamentvol zijn, terwijl andere honden wat meer gereserveerd zijn. Verweij omschreef ze als half duivel/half engel.
Deze hond wordt beschouwd als lief en impulsief. Soms zijn ze moeilijk om te trainen, waarschijnlijk door hun onafhankelijke geest, maar met vaste striktheid en veel oefenen is de Ierse setter een plezierige hond. Ze zijn vlug, hebben een uitstekend reukvermogen en zijn sterk op elk terrein en in elk klimaat actief.

## Kunst
Ierse setters boeiden kunstenaars en schrijvers. Bekendste voorbeeld is de roman Ulysses van James Joyce waarin de Ierse setter Garryowen een belangrijke rol speelt.
In Nederland verscheen in de jaren zestig in het jeugdblad Pep de strip Roy, gebaseerd op de Walt Disneyfilm Big Red naar het gelijknamige boek van de Amerikaanse auteur Jim Kjelgaard. Centraal daarin staat het verlies van oorspronkelijke eigenschappen. In het Verenigd Koninkrijk was dit het geval in boeken van T.H. White, onder meer The Goshawk. Onder anderen Ko van Dijk, Simon Carmiggelt en Rien Poortvliet wijdden creatieve aandacht aan de Ierse setter.

## Mode
Ook de damesmode bleek geboeid door deze rode jachthond. Zo gebruikte de producent van nylons onder de merknaam Setterset twee Ieren als logo. Menig winkelcentrum werd in de jaren zestig en zeventig van de twintigste eeuw gedomineerd door ovaalvormige lichtreclames met twee hoofden van Ierse setters. Het ras bereikte rond die tijd een hoogtepunt in populariteit, ook omdat president Nixon (King Timahoe) en koning Boudewijn van België (Derrycarne King Fisher of Derravara's) het ras verkozen.